# Eleccions presidencials del Kazakhstan de 2022
El 20 de novembre de 2022 es van celebrar al Kazakhstan eleccions presidencials anticipades per a elegir al president del país. Foren les setenes eleccions presidencials que se celebren des de la independència del Kazakhstan de la Unió Soviètica en 1991.

## Context
Originalment previst per a desembre de 2024, el president Tokhàiev, durant el seu discurs anual sobre l'estat de la nació, celebrat el setembre de 2022, després dels disturbis de gener i el subsegüent referèndum constitucional, va convocar eleccions presidencials anticipades per a la tardor de 2022, així com per a canviar el mandat presidencial a un no renovable de set anys mitjançant una esmena constitucional després de la votació. Tokhàiev també va anunciar la seva intenció de presentar-se a la reelecció per a un segon mandat de cinc anys. Tanmateix, això va generar confusió i es va qüestionar la legalitat de les propostes de Tokhàiev respecte al seu mandat, ja que es va especular que això li permetria exercir més de dos mandats com a president. Per això, el 12 de setembre Tokhàiev va recórrer al Consell Constitucional amb la seva proposta de llei de mandat presidencial de set anys, redactada pels legisladors del partit governant Amanat, perquè fos adoptada abans de les eleccions i fixés el seu segon mandat com essencialment definitiu.
El 13 de setembre, el Consell Constitucional es va pronunciar a favor de la petició de Tokhàiev i, amb la ratificació del parlament, el 17 de setembre Tokhàiev va signar les esmenes proposades. A continuació, va fixar la data de les eleccions mitjançant un decret presidencial el 21 de setembre.

## Candidats
Es van presentar un total de 12 candidats a la presidència, i Tokhàiev va comptar amb el suport de la Coalició Popular, una coalició electoral formada pels partits polítics progovernamentals Amanat, Partit Democràtic Aq Jol, i el Partit Popular del Kazakhstan, així com diverses associacions públiques. Nurjan Altaiev, antic diputat lleial a Amanat i membre de la dividida Coalició de Forces Democràtiques, va ser exclòs de la candidatura de l'oposició després de descobrir-se que l'associació pública Mũqalmas havia falsificat el protocol de la seva candidatura presidencial, la qual cosa deixava a Nurlan Auesbaiev, del Partit Socialdemòcrata Nacional —que per primera vegada es presentava a una carrera presidencial—, com a únic aspirant de l'oposició a Tokhàiev.